# گو میو
گو میو (به فرانسوی: Gault Millau) یک کتاب و سامانهٔ راهنمای فرانسوی برای رستوران‌هاست که توسط دو منتقد رستوران با نام‌های آنری گو و کریستیان میو در سال ۱۹۶۵ میلادی پایه‌گذاری شد.
گو میو رتبه‌بندی خود را بر پایهٔ یک مقیاس ۲۰ شماره ای (از ۱ تا ۲۰) انجام می‌دهد که عدد ۲۰ بالاترین نمره محسوب می‌شود. رستوران‌هایی که نمره‌شان کمتر از ۱۰ باشد، نامشان در این کتاب راهنما قرار نمی‌گرد. نمرات داده شده بر اساس کیفیت غذا است و نظرات منتقدان دربارهٔ سرویس‌دهی، قیمت یا فضای رستوران به‌طور جداگانه ذکر می‌شود. گو میو، پولی بابت رتبه‌بندی رستوران‌ها دریافت نمی‌دارد.
طی مدتی که دوپایه‌گذاری اصلی «گو میو» آن را اداره می‌کردند و حتی چند سال پس از ترک آنها، به هیچ رستورانی نمرهٔ کامل ۲۰ داده نشد، چرا که معتقد بودند کمال مطلق، ورایِ توانایی‌های انسانِ عادی است. در سال ۲۰۰۴ میلادی، دو رستوران که سرآشپز هر دو، مارک ویرا بود، نمره کامل دریافت داشتند و برای برخی ناظران و علاقه‌مندان، این موضوع، افول و عدول از استانداردهای بالای «گو میو» بود.
معمولاً بحث‌هایی دربارهٔ اینکه کدام یک از راهنماهای فرانسوی رستوران یعنی کتاب راهنمای میشلن و «گو میو» مهمتر هستند، وجود داشته‌است. میشلن شهرت بیشتری دارد و به همین دلیل اثرگذارتر است، اما «گو میو» توجه بیشتری به خودِ غذا دارد و تمرکزش بیشتر بر کیفیت غذاهای ارایه‌شده در رستوران‌هاست. «گو میو» برای رستوران‌های سایر کشورها نیز کتاب راهنما ارائه می‌کند که از آن میان می‌توان به هلند، بلژیک، لوکزامبورگ، سوئیس، آلمان و لهستان اشاره کرد.
«گو میو» همچنین همه‌ساله یک آشپز فرانسوی را به عنوان «آشپز سال» انتخاب می‌کند.